# Cyclosorus alanii
Cyclosorus alanii är en kärrbräkenväxtart som beskrevs av Mazumdar och Mukhop. Cyclosorus alanii ingår i släktet Cyclosorus och familjen Thelypteridaceae. Inga underarter finns listade.